# 639 (číslo)
Šest set třicet devět je přirozené číslo. Následuje po čísle šest set třicet osm a předchází číslu šest set čtyřicet. Římskými číslicemi se zapisuje DCXXXIX a řeckými číslicemi χλθ.

## Matematika
639 je:
- Deficientní číslo
- Složené číslo
- Nešťastné číslo

## Astronomie
- (639) Latona je planetka hlavního pásu, kterou objevil v roce 1907 Karl Lohnert

## Ostatní
- Frekvence ČRo Dvojka z vysílače Ostrava - Svinov a Liblice

## Roky
- 639
- 639 př. n. l.